# Maurice Baron
Pour les articles homonymes, voir Baron.
Maurice Baron, né le 1er janvier 1889 à Lille et mort le 5 septembre 1964 à Oyster Bay est un compositeur américain.

## Biographie
Il fait ses études musicale en France puis migre aux États-Unis, où il travaille comme chef d'orchestre dans le milieu lyrique. Il a publié plusieurs centaines de pièces de musique légère, souvent sous les pseudonymes de Francis Delille, Morris Aborn, ou encore sous le nom de sa femme Alice Tremblay.

## Œuvres

### Musique vocale
- Ode to Democracy (création à New York le 23 janvier 1949)

### Filmographie
- 1925 : La Grande Parade (The Big Parade)
- 1925 : Ben-Hur: A Tale of the Christ
- 1926 : The Better 'Ole
- 1926 : Au service de la gloire (What Price Glory)
- 1928 : L'Épave vivante (Submarine)
- 1929 : La Femme au corbeau (The River)